# Prix Youve
Le prix Youve ou prix international de littérature francophone dénommé « Youve » est un prix littéraire créé en 2021 par les éditions Mikanda. Il est créé en faveur des écrivains francophones.

## Présentation
Le prix Youve promeut le secteur littéraire au Congo-Kinshasa en faisant participer les écrivains congolais aux autres talents d'écriture littéraire du monde francophone. Chaque participant est libre d'écrire sur un thème choisi chaque année. Sept prix sont proposés : Grand prix poésie, Grand prix roman, Prix de la poésie, Prix du roman, Grand prix du jury roman, Grand prix du jury poésie, Prix du jury.
Les gagnants signent un contrat d'édition à compte d'éditeur aux éditions Mikanda comme récompense primaire du prix.

## Lauréats

### 2021
- Roger Sasportas, Grand prix roman avec Viens
- Innocent Tuy, Grand prix du jury poésie avec Spleen
- Lili Velle, Grand Prix du Jury roman avec Pistanthrophobia l’homme qui n’avait confiance en personne[4]
- Pierre Turcotte, Prix du jury poésie avec Totem Salutaire[5]
- Patrick Mpuramana, Prix du roman avec Ere vague
- Destin Weragi, Prix du jury roman avec Déchaînée[6]

### 2022
La deuxième édition du Prix Youve s'est consacré uniquement à la poésie et a été célébrée dans le cadre du Printemps des Poètes avec le soutien de l'Institut français de Kinshasa,.
- Christie Kamanga (RDC), premier prix
- Cyril Sofeu (Cameroun), deuxième lauréat
- Assane Sow (Sénégal), troisième lauréat
- Murielle Musao (RDC), prix du jury
- Élodie Ngalaka (Belgique), prix de l'originalité